# Seltisberg
Seltisberg es una comuna suiza del cantón de Basilea-Campiña, situada en el distrito de Liestal. Limita al norte con la ciudad de Liestal, al este y sureste con Bubendorf, al sur con Lupsingen, y al oeste con Nuglar-Sankt Pantaleon (SO).